# 鮭形小無齒脂鯉
鮭形小無齒脂鯉（学名：Curimatella alburna），為輻鰭魚綱脂鯉目脂鯉亞目無齒脂鯉科的其中一個種，分布於南美洲亞馬遜河、托坎廷斯河流域，體長可達18.5公分，棲息在河川中底層水域，生活習性不明。